# ديفيد فيشر (لاعب هوكي الجليد)
ديفيد فيشر (بالإنجليزية: David Fischer)‏ هو لاعب هوكي الجليد أمريكي، ولد في 19 فبراير 1988 في أبل فالي في الولايات المتحدة.

## وصلات خارجية
- دايفيد فيشر على موقع دوري الهوكي الوطني (الإنجليزية)
- دايفيد فيشر على موقع EliteProspects.com (الإنجليزية)
- دايفيد فيشر على موقع HockeyDB.com (الإنجليزية)